# Michael Healy Lacayo
Michael Healy Lacayo (Nicaragua, 1962- Ciudad de Panamá, 25 de enero de 2024) fue un empresario nicaragüense. Fue presidente del Consejo Superior de la Empresa Privada, la principal cámara empresarial de Nicaragua, desde septiembre de 2020 hasta su arresto en octubre de 2021 en una ola de represión a figuras de la oposición por parte del gobierno de Daniel Ortega en el período previo a las elecciones presidenciales de Nicaragua de 2021. Fue uno de los 222 presos exiliados por Ortega en febrero de 2023.

## Trayectoria
En septiembre de 2020, Healy fue elegido para un mandato de tres años como presidente del Consejo Superior de la Empresa Privada (COSEP), la principal cámara empresarial del país. Anteriormente fue presidente de la Unión de Productores Agropecuarios de Nicaragua (UPANIC), como productor de caña de azúcar y banano. También fue vicepresidente del COSEP.
En este cargo, Healy se unió a los diálogos nacionales de 2018 tras el estallido de las protestas contra el presidente Daniel Ortega, en los que la Corte Interamericana de Derechos Humanos (CIDH) informó que al menos 328 personas fueron asesinadas.  Hasta las reformas unilaterales de la seguridad social que desencadenaron las protestas, el COSEP había estado alineado con Ortega.
Healy era miembro de la Alianza Cívica por la Justicia y la Democracia, un grupo de oposición que surgió tras el estallido de las Protestas en Nicaragua de 2018.  En agosto de 2018, la CIDH ordenó medidas de protección a favor de Healy.
En septiembre de 2020 Healy fue elegido para un mandato de tres años como presidente del COSEP.  
En octubre de 2021 Healy fue arrestado por acusaciones de lavado de dinero y terrorismo en virtud de la Ley 1055, tres semanas antes de las elecciones generales de Nicaragua de 2021. Su predecesor como presidente del COSEP y candidato a la presidencia de Nicaragua, José Adán Aguerri, había sido arrestado y recluido desde junio de 2021 por cargos similares, siendo uno de las docenas de figuras de la oposición arrestadas por el gobierno de Daniel Ortega.
En abril de 2022, Healy fue juzgado y condenado en un juicio secreto en el que no se le permitió defenderse. Después de 16 meses en prisión, Healy fue uno de los 222 prisioneros exiliados a Estados Unidos el 9 de febrero de 2023. Posteriormente, el gobierno de Ortega despojó a los exiliados de su nacionalidad y confiscó sus propiedades.

## Vida personal y muerte
Estuvo casado con Rossana Argüello, con quien tuvo tres hijos. 
Healy murió de un ataque al corazón en Panamá, el 25 de enero de 2024, a la edad de 61 años.